# 彦根神社
彦根神社（ひこねじんじゃ）は滋賀県彦根市後三条町に鎮座する神社である。村社。

## 祭神
- 活津日子根命

## 神紋
- 井桁
- 橘

## 歴史
大洪水によって多賀久徳の地より流れ着いた御神体を祀り、「川流れの明神」又は「田苗大明神」と称され、土地の鎮守の神として今日に至ると伝えられる。創祀年代、由緒等は不詳である。
近江彦根藩第7代当主、井伊直惟の時代に、彦根の地名由来の神を城下近くに祀ることとなった。勝野相馬五太夫は、命を受けて神道宗家、京都吉田家の家臣鈴鹿一族や、長久寺の住職などを通じて、享保十九年（西暦1734年）五月二十八日、田中神社の相殿に活津彦根命を勧請した。同年の八月五日、卜部兼雄の告文を受け、田中神社の社号を彦根神社と改めた。
明治初年、廃仏毀釈が行われたため、仏教色が濃い田中神社は撤去される恐れがあった。社を存続させるため、田中神社を廃社とし、岡神社と彦根神社の一社二神の神社となった。現在も神社庁には彦根神社（祭神 活津日子根命）、境内社岡神社（祭神 須佐之男命）と登録されている。彦根神社の社紋は、井伊家ゆかりの井桁と橘とし、彦根の惣社となった。

## 祭事
- 1月3日 新年祭 新年を寿ぐ祭
- 3月（春分の日） 祈念祭、勧学祭
- 5月3日 春季大祭

神霊に奉仕して神霊を慰め、祈る祭
- 6月第4日曜日 夏越の大祓
- 10月（体育の日） 秋季例祭
- 11月23日（勤労感謝の日） 新嘗祭
- 12月23日 師走の大祓

参詣者が神殿直前で参詣できるように、本殿玉垣の神門および両本殿の正面扉を開放する日時
- 毎月1日と15日

4月～10月は、午前6時半～9時までの間
11月～3月は、午前7時～9時半までの間
- 年末年始

12月31日 18時から翌日1月1日元旦の16時
1月2日 8時～16時
1月3日 8時～15時

## 境内社
（摂社・末社）
- 岡神社（おかじんじゃ）

田中神社を廃社とし、岡神社を一神として届け出たのは、延喜式神名帳（えんぎしきじんみょうちょう）の坂田郡五座中の岡神社（米原市間田に鎮座）の末社であったこと、古代後三条は坂田郡に属していたことに拠る。この神を奉祀（敬い奉ること）することは、必然の理であると由緒付けをしたとされる。

## 交通
- 西日本旅客鉄道彦根駅下車徒歩25分

## 周辺
- 長久寺
- 芹川
- 彦根城
- 琵琶湖